# Karel Nešpor
Karel Nešpor (* 24. srpna 1952, Karlovy Vary) je český psychiatr specializovaný na léčbu návykových nemocí, publicista a pedagog.

## Život
V roce 1976 absolvoval studia medicíny na Lékařské fakultě Univerzity Karlovy v Plzni. Roku 1981 vykonal atestaci z psychiatrie, léta 1984 pak specializační atestaci pro obor léčení návykových nemocí a roku 1987 završil dlouhodobý výcvik v psychoterapii. V roce 1992 získal vědeckou hodnost kandidáta věd (CSc.); v témže roce absolvoval měsíční studijní pobyt v USA.
Od roku 1991 do roku 2017 vedl primariát mužského oddělení závislostí Psychiatrické nemocnice Bohnice, dnes je emeritním primářem. Do roku 2006 zastával funkci vědeckého sekretáře Společnosti návykových nemocí České lékařské společnosti, zároveň působil jako koordinátor Evropského akčního plánu o alkoholu SZO pro Českou republiku. Přednáší pro zdravotníky v rámci jejich vzdělávání.
Je autorem několika desítek odborných a populárně naučných knih a řady odborných článků o léčení návykových nemocí, józe, relaxaci, zvládání stresu, sebeovládání, zdravých emocích atd. Mnohé z nich jsou volně přístupné na jeho osobním webu, kam pravidelně přispívá.
Ve volném čase se zabývá jógou, relaxačními technikami, studiem smíchu a psaním básní. Prodělal výcvik v Bihárské škole jógy v Indii; přijal duchovní jméno Svarúp Murti.

## Dílo (výběr)
- NEŠPOR, Karel. Jak překonat problémy s alkoholem. 4. vyd. Praha: Sdružení FIT IN, 2004.
- NEŠPOR, Karel. Léčivá moc smíchu: smích a zdraví, smích a vztahy, smích a práce, smích a výchova. 1. vyd. Praha: Vyšehrad, 2010. 174 s. Dostupné online. ISBN 978-80-7429-054-1.
- NEŠPOR, Karel, a kol. Jak překonat hazard: prevence, krátká intervence a léčba. 1. vyd. Praha: Portál, 2011. 159 s. Dostupné online. ISBN 978-80-262-0009-3.
- NEŠPOR, Karel. Sebeovládání: stres, rizikové emoce a bažení lze zvládat!. 1. vyd. Praha: Portál, 2013. 151 s. ISBN 978-80-262-0482-4.
- NEŠPOR, Karel. Kudy do pohody: tisíc snadných rad, jak se uklidnit. 1. vyd. Praha: Portál, 2016. 167 s. ISBN 978-80-262-1044-3.
- NEŠPOR, Karel. Jak být milejší: zdravé emoce prakticky a jednoduše. 1. vyd. Praha: Portál, 2017. 160 s. ISBN 978-80-262-1171-6.
- NEŠPOR, Karel. Střízlivě, většinou vesele: postřehy, vzpomínky i něco praktického. 1. vyd. Praha: Portál, 2018. 168 s. ISBN 978-80-262-1336-9.
- NEŠPOR, Karel. Návykové chování a závislost: současné poznatky a perspektivy léčby. 4., aktualiz. vyd. Praha: Portál, 2018. 256 s. ISBN 978-80-262-1357-4.
- NEŠPOR, Karel. Jde to i s úsměvem. 1. vyd. Praha: Portál, 2019. 160 s. ISBN 978-80-262-1437-3.